# إلين فورني
إلين فورني (بالإنجليزية: Ellen Forney)‏ هي رسامة كارتون أمريكية، ولدت في 8 مارس 1968 في فيلادلفيا في الولايات المتحدة.

## وصلات خارجية
- الموقع الرسمي